# إيرينا شالمرز
إيرينا شالمرز (بالإنجليزية: Irena Chalmers)‏ هي كاتِبة أمريكية، ولدت في 5 يونيو 1935 في لندن في المملكة المتحدة.

## وصلات خارجية
- الموقع الرسمي